# Publius Servilius Geminus
Publius Servilius Geminus était un homme politique de la République romaine. Il est le père de Caius Servilius Geminus (consul en 217 av. J.-C.).

## Biographie
Il a un frère jumeau, Quintus, gémellité citée en argument par Cicéron dans les Académiques, sur la question de la pertinence des perceptions « Quand voyant P. Servilius Geminus on croyait voir Quintus ».
En 252 av. J.-C. et 248 av. J.-C., il est consul.